# Frederic Ananou
Kangni Frederic Ananou (München, 1997. szeptember 20. –) német utánpótlás-válogatott labdarúgó, aki jelenleg a Roda JC játékosa.

## Pályafutása
2016 nyarán távozott a Köln akadémiájáról és Hollandiába igazolt a Roda JC együtteséhez. Augusztus 7-én a Heracles Almelo ellen debütált a klubban.

## Válogatott
2016. március 26-án debütált az U19-es válogatottban a Dél-koreai U19-es válogatott elleni felkészülési mérkőzésen. Szeptember 1-jén az U20-as válogatottban az olaszok ellen debütált. Bekerült a 2017-es U20-as labdarúgó-világbajnokságra utazó keretbe.

## Statisztika
2017. május 16. szerint.
| Klub     | Szezon   | Bajnokság | Bajnokság | Kupa  | Kupa | Nemzetközi | Nemzetközi | Összesen | Összesen |
| Klub     | Szezon   | Mérk.     | Gól       | Mérk. | Gól  | Mérk.      | Gól        | Mérk.    | Gól      |
| -------- | -------- | --------- | --------- | ----- | ---- | ---------- | ---------- | -------- | -------- |
| Roda JC  | 2016-17  | 18        | 0         | -     | -    | -          | -          | 18       | 0        |
| Roda JC  | Összesen | 18        | 0         | 0     | 0    | 0          | 0          | 18       | 0        |
| Összesen | Összesen | 18        | 0         | 0     | 0    | 0          | 0          | 18       | 0        |

## Család
Testvére, Frank Ananou a Fortuna Düsseldorf akadémiájának a tagja. Szülei togói származásúak.